# Jraganan
Jraganan is een bestuurslaag in het regentschap Pemalang van de provincie Midden-Java, Indonesië. Jraganan telt 1921 inwoners (volkstelling 2010).